# Amberg-Sulzbach
Amberg-Sulzbach é um distrito da Alemanha, na região administrativa de Oberpfalz, estado de Baviera. Com uma área de 1255,00 km² e com uma população de 108.886 habitantes (2003).

## Cidades e Municípios
- Cidades:

1. Auerbach
2. Hirschau
3. Schnaittenbach
4. Sulzbach-Rosenberg
5. Vilseck

- Municípios:

1. Ammerthal
2. Birgland
3. Ebermannsdorf
4. Edelsfeld
5. Ensdorf
6. Etzelwang
7. Freihung
8. Freudenberg
9. Gebenbach
10. Hahnbach
11. Hirschbach
12. Hohenburg
13. Illschwang
14. Kastl
15. Königstein
16. Kümmersbruck
17. Neukirchen
18. Poppenricht
19. Rieden
20. Schmidmühlen
21. Ursensollen
22. Weigendorf